# Cryptoblepharus litoralis
Espèce
Synonymes
- Ablepharus boutonii litoralis Mertens, 1958
- Cryptoblepharus horneri Wells & Wellington, 1985

Cryptoblepharus litoralis est une espèce de sauriens de la famille des Scincidae.

## Répartition
Cette espèce se rencontre :
- dans le sud de la Nouvelle-Guinée ;
- en Australie dans le Territoire du Nord et au Queensland.

## Liste des sous-espèces
Selon The Reptile Database (10 août 2012) :
- Cryptoblepharus litoralis horneri Wells & Wellington, 1985
- Cryptoblepharus litoralis litoralis (Mertens, 1958)
- Cryptoblepharus litoralis vicinus Horner, 2007

## Publications originales
- Horner, 2007 : Systematics of the snake-eyed skinks, Cryptoblepharus Wiegmann (Reptilia: Squamata: Scincidae) - an Australian based review. The Beagle Supplement, vol. 3, p. 21-198.
- Mertens, 1958 : Neue Eidechsen aus Australien. Senckenbergiana Biologica, vol. 39, p. 51-56.
- Wells & Wellington, 1985 : A classification of the Amphibia and Reptilia of Australia. Australian Journal of Herpetology, Supplemental Series, vol. 1, p. 1-61 (texte intégral).